# Bulgan
|  | Per a altres significats, vegeu «Província de Bulgan». |

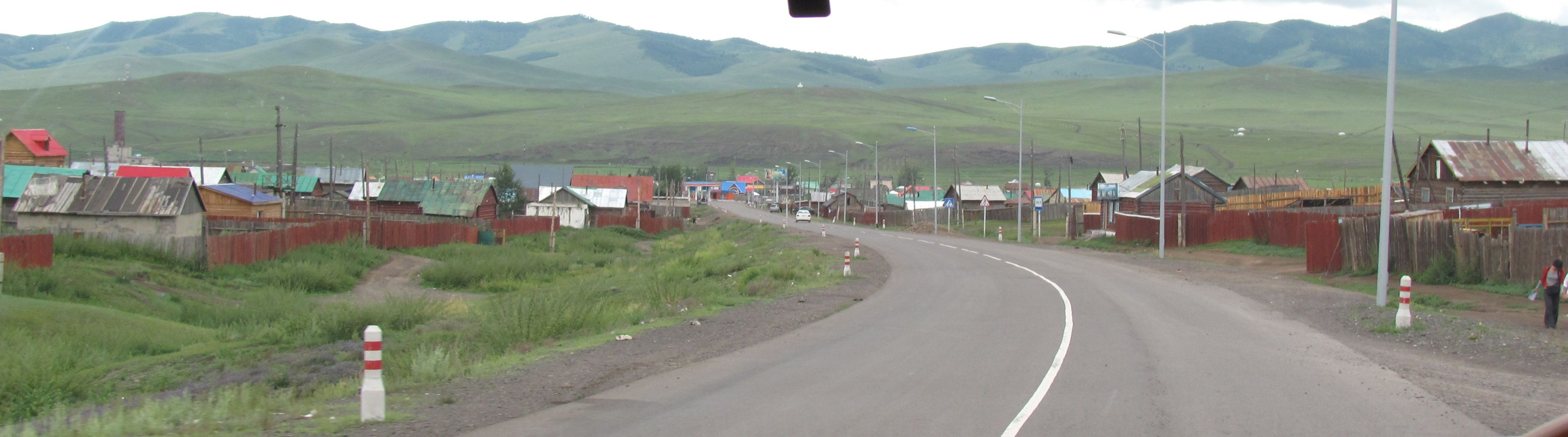
Carrer principal

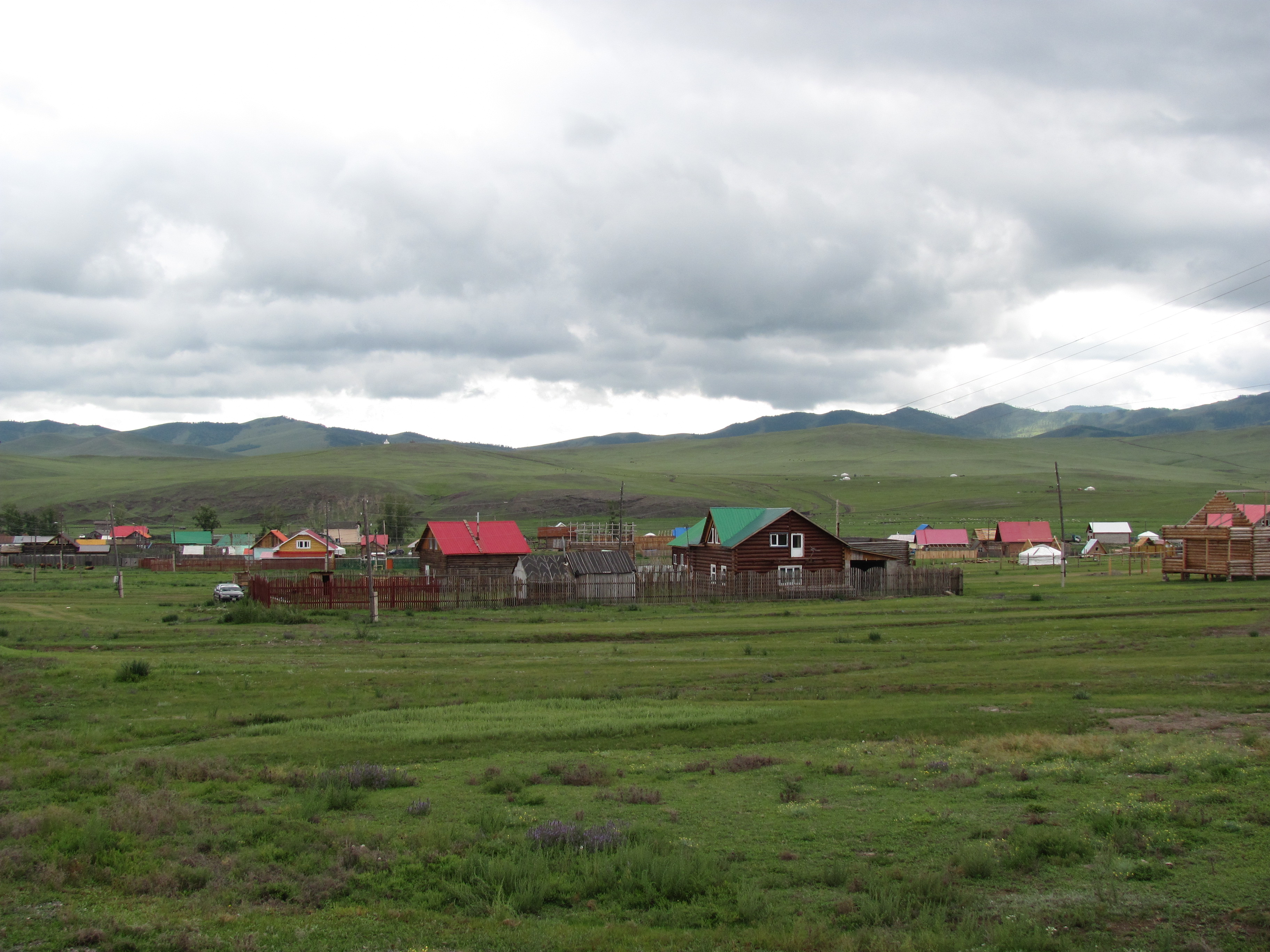
Zona residencial.

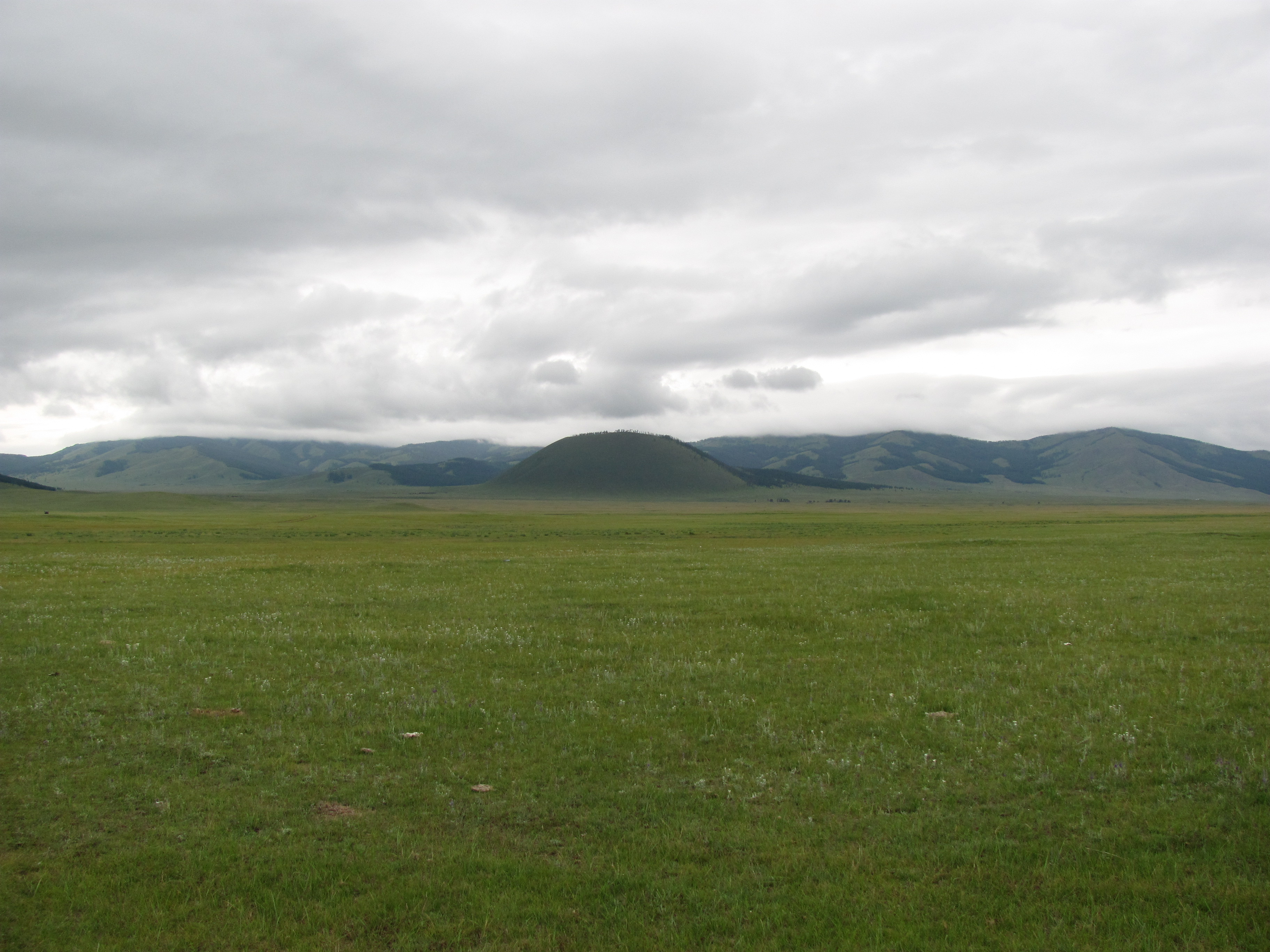
Vista a Uran Uul.

Bulgan (Булган en mongol) és una ciutat i centre administratiu de la província de Bulgan a Mongòlia. Els sums que componen Bulgan tenen una població d'11.984 habitants (2005) i la ciutat pròpiament dita 10.878), els sums 12.323(2008), i 11.198 la ciutat (2008). Es troba al lloc on i havia un monestir dit Daichin Wangiin Khüree i a 1.208 metres d'altitud. Va ser fundada l'any 1938.
Disposa d'aeroport (UGA/ZMBN) amb una pista sense pavimentar amb vols regulars a Ulan Bator, Khovd, i Mörön. Hi ha un museu dedicat al primer mongol que anà a l'espai, J. Gurragchaa, que va néixer a l'aimag de Bulgan l'any 1947. També té el mausoleu de Khatanbaatar Magsarjav, un heroi nacional que alliberà la ciutat mongola de Khovd dels xinesos el 1912. Dashchoinkhorlon Khiid és un monestir refet l'any 1992. L'anterior monestir Bangiin Khuree on hi havia un miler de monjos, va ser destruït per ordre de Khorloogiin Choibalsan el 1937. Hi ha la reserva natural d'Uran Togoo Tulga és una reserva natural de 1.600 ha, a 60 km de Bulgan, famosa pels seus volcans extints, per exemple l'Uran Uul.
Bulgan té un clima subàrtic (en la classificació de Köppen es denota com Dwc) amb hiverns llargs, freds i secs i estius curts i moderadament càlids.
| Dades climàtiques a Bulgan         | Dades climàtiques a Bulgan | Dades climàtiques a Bulgan | Dades climàtiques a Bulgan | Dades climàtiques a Bulgan | Dades climàtiques a Bulgan | Dades climàtiques a Bulgan | Dades climàtiques a Bulgan | Dades climàtiques a Bulgan | Dades climàtiques a Bulgan | Dades climàtiques a Bulgan | Dades climàtiques a Bulgan | Dades climàtiques a Bulgan | Dades climàtiques a Bulgan |
| Mes                                | gen                        | febr                       | març                       | abr                        | maig                       | juny                       | jul                        | ag                         | set                        | oct                        | nov                        | des                        | anual                      |
| ---------------------------------- | -------------------------- | -------------------------- | -------------------------- | -------------------------- | -------------------------- | -------------------------- | -------------------------- | -------------------------- | -------------------------- | -------------------------- | -------------------------- | -------------------------- | -------------------------- |
| Màxima rècord °C (°F)              | 6.9 (44.4)                 | 11.5 (52.7)                | 17.9 (64.2)                | 27.2 (81)                  | 35.7 (96.3)                | 34.0 (93.2)                | 33.5 (92.3)                | 31.4 (88.5)                | 29.0 (84.2)                | 24.4 (75.9)                | 14.0 (57.2)                | 10.9 (51.6)                | 35.7 (96.3)                |
| Màxima mitjana °C (°F)             | −12.4 (9.7)                | −9.2 (15.4)                | 0.7 (33.3)                 | 9.7 (49.5)                 | 18.0 (64.4)                | 22.1 (71.8)                | 22.7 (72.9)                | 21.1 (70)                  | 16.1 (61)                  | 8.3 (46.9)                 | −2.7 (27.1)                | −10.4 (13.3)               | 7 (44.61)                  |
| Mitjana diària °C (°F)             | −20.5 (−4.9)               | −18.1 (−0.6)               | −8.5 (16.7)                | 1.0 (33.8)                 | 9.1 (48.4)                 | 14.2 (57.6)                | 15.9 (60.6)                | 13.9 (57)                  | 7.2 (45)                   | −0.8 (30.6)                | −10.8 (12.6)               | −17.8 (0)                  | −1.27 (29.73)              |
| Mínima mitjana °C (°F)             | −26.5 (−15.7)              | −24.9 (−12.8)              | −16.2 (2.8)                | −6.6 (20.1)                | 0.1 (32.2)                 | 6.0 (42.8)                 | 9.5 (49.1)                 | 7.2 (45)                   | 0.3 (32.5)                 | −7.6 (18.3)                | −17.4 (0.7)                | −23.8 (−10.8)              | −8.32 (17.02)              |
| Mínima rècord °C (°F)              | −41 (−42)                  | −39.3 (−38.7)              | −34.1 (−29.4)              | −22.2 (−8)                 | −12.8 (9)                  | −8.0 (17.6)                | −0.2 (31.6)                | −4.5 (23.9)                | −11.8 (10.8)               | −28.2 (−18.8)              | −34.1 (−29.4)              | −38.9 (−38)                | −41 (−42)                  |
| Precipitació mitjana mm (polzades) | 1.4 (0.055)                | 2.0 (0.079)                | 3.1 (0.122)                | 10.9 (0.429)               | 22.7 (0.894)               | 52.6 (2.071)               | 71.3 (2.807)               | 63.8 (2.512)               | 32.5 (1.28)                | 12.4 (0.488)               | 3.8 (0.15)                 | 1.9 (0.075)                | 278.4 (10.962)             |
| Mitjana de dies de precipitació    | 0.4                        | 0.5                        | 1.3                        | 3.0                        | 4.0                        | 8.4                        | 12.9                       | 10.4                       | 4.9                        | 2.9                        | 1.3                        | 0.7                        | 50.7                       |
| Font: NOAA (1961-1990)             |                            |                            |                            |                            |                            |                            |                            |                            |                            |                            |                            |                            |                            |